# Література Афганістану
Література Афганістану — літературні твори, створені мовами пушту й фарсі на території сучасного Афганістану. Вони є частиною суспільно-культурного розвитку й традицій пуштунських племен, що населяють ці землі.
В результаті багатовікового культурного впливу Персії на Афганістан нині афганська мова (пушту) в основному витіснена перською та використовується переважно жителями малодоступних гірських долин, які менше залежать від економічних і культурних центрів.

## Характер
Родоплемінний, тейповий устрій життя, що зберігся донині, наклав специфічний відбиток на розвиток літературного процесу в Афганістані. Одна з особливостей літературного процесу — його двомовність. Мовою пушту, яка є рідною для людей, що живуть у горах та на височинах, селянами та ремісниками створювались, в основному, усні твори, які є популярними до наших днів. Мова дарі (діалект фарсі) є мовою афганської знаті й освічених кіл. Нею було написано більшість творів феодально-аристократичної літератури, орієнтованої на перський класичний канон. В Афганістані, відповідно до арабської традиції, гарним тоном у знаті вважались зайняття літературою. Ці знання підвищували суспільний престиж літераторства, але вони не сприяли появі професійних письменників, орієнтованих на літературне новаторство. Афганські письменники та поети часто були релігійними чи громадськими діячами, а їхня літературна творчість значною мірою підкорялась задачам політичної або релігійної боротьби.

## Усна творчість
Усні афганські літературні твори до кінця не вивчено, однак відомо, що вони досить повно відображають побут і характер афганців. Форми усних афганських творів різноманітніші, ніж письмових.
Автори усного мовлення — мандрівні поети-професіонали, часто не писемні, виконують свої твори під акомпанемент ребаба (струнного інструмента) та до самостійного публічного виступу проходять своєрідну школу «учнівства» під керівництвом досвідчених відомих співаків. Усі вони — вихідці переважно з селян, ремісників тощо.
В усній афганській літературі виділяють:
- Ліричні любовні пісні, які в окремих випадках підіймаються до значного художнього рівня. Виконуються у запозичених з Персії та Індії формах «газель» та «місра», багато поетичних образів та порівнянь також запозичено.
- Історичні пісні, які раніше відігравали роль своєрідної преси, оскільки в них знаходила відображення кожна зі значних подій Афганістану. Так, наприклад, зібрані Джоном Дармстетером пісни ілюструють політичне життя Афганістану за понад півстоліття. Форма історичної пісні — «чарбайта» — є досить близькою до різних варіантів перського «мусаммату».
- Романтичні легенди є, в основному, переспівами перських та індійських сюжетів.
- Відсталі види фольклору: обрядові пісні, причитання, прислів'я, загадки тощо залишаються найбагатшим матеріалом для вивчення.

## Письмові твори
Письмова література афганською мовою з'являється з XV століття зі збільшенням ролі, яку Афганістан почав відігравати в історії (афганські династії: Лоді, Сур, повстання племен хаттаків під командуванням Хушаль-хана Хаттака проти Великого Могола, Ауренгзеба, доба індійських походів Ахмед-шаха тощо).

### Перші твори— XV—XVI століття
Автором першої, написаною пушту книги («Історія завоювання юсуфзаями області Сват») вважається шейх Малі (XV століття).
Початок же афганської літератури пов'язують з ім'ям містика-«комуніста», Баязіда Ансарі, або інакше Пір Рошана (1585), який заснував релігійну секту рошані — гілку суфізму, що боровся з офіційним ортодоксальним сунізмом. Послідовники цієї секти у подальшому відіграли важливу роль в об'єднанні афганських племен. У подальшому їх жорстоко переслідували й винищували, як «маздакітів» у Персії у 528 до н. е..
Тривалий час вважалось, що жоден літературний твір Баязіда Ансарі не зберігся, однак завдяки зусиллям вчених нині відомі чотири його рукописи. Найцікавішим з них є «Хай руль Байян» — «Блага звістка», виявлена у бібліотеці Тюбінгенського університету, написана мовою пушту зі вставками римованої прози арабською, урду й дарі.
«Хорпан» — критика Корану та багато інших творів не збереглись, оскільки були знищені його противниками.
Онук Пір Рошана, Мірза Ансарі (XVII століття) — перший афганський поет, твори якого збереглись донині, цілковито перебував під впливом суфізму і перських літературних форм, так само як і досить популярний Абдаррахман (XVII століття) і завойовник Індії Ахмед-шах (1723–1772). З поетів світського спрямування слід відзначити видатного афганського поета Хушаль-хан Хаттака, хаттакського князя (1613–1697).
Ахон Дарвеза, найбільш непримиренний із супротивників Пір Рошана, вважається першим афганським письменником. Він також займався вихованням світських письменників-феодалів і був автором понад 50 творів.
Найвідоміша Афганська скарбниця — написаний мовою пушту катехізис, що викладає основи правовірного ісламу сунітського спрямування. До нього включено віршовані вставки й доповнення, зроблені синами й онуками Ахуна Дарвези. До цієї книги увійшли й по суті перші фонетичні праці мовою пушту — розбір особливих афганських літер, а також тенденційна, написана частково мовою пушту, частково — дарі коротка історія життя Баязіда Ансарі, різка критика рошаністів та їхніх прибічників як людей аморальних, таких, що підривають уклади суспільства; він критикував навіть народні розваги — танці й співи.
Не меншу цікавість являє твір Махзані Авгані «Історія афганців» або «Життєписи праведників і злодіїв», написаний мовою фарсі. Тенденційно складена історія афганців містила у той самий час і найцінніші етнографічні та історичні відомості про афганський фольклор тих часів — легенди, перекази, опис образу життя афганських племен тощо.

## Література XVI—XVII століть
Одночасно з витісненням мови пашто перською, остання стає мовою афганської літератури й преси. З кінця XVIII століття майже всі афганські поети пишуть перською.
XVII століття посідає особливе місце в історії афганського народу. Це був період, коли родоплемінні відносини у афганців були суттєво зламані, значно прискорився процес феодалізації, загострились соціальні суперечності. Упродовж всього століття афганці продовжували перебувати під тягарем іноземних правителів: на заході — шахів Ірану, на сході — індійської імперії Великих Моголів.
Невдоволення народу експлуатацією з боку місцевих і чужоземних феодалів, яка все більше посилювалась, набувало активних форм й на рубежі XVI—XVII століть вилилось у визвольну боротьбу, яку очолив релігійний опозиційний рух рошанійців. Рух був антифеодальним за своєю спрямованістю й відображав інтереси широких верств, хоч нерідко проходив під релігійними гаслами.
Зміни у соціальному устрої, збройні виступи селян проти ханів і духовенства, патріотичні прагнення, що визрівали під час боротьби з іноземними загарбниками, — все це не могло не позначитись суттєво на формуванні афганської літератури.
Відомості про ранні етапи історії літератури (аж до XV століття) є надзвичайно скупими та суперечливими. Письмові твори мовою афганців пушту тривалий час змикались із фольклором, надзвичайно різноманітним і специфічним, що зберіг безпосередні зв'язки з літературою до наших днів. Найдостовірнішим серед ранніх пам'яток письмової літератури мовою пушту є створений на початку XV століття історичний часопис шейха Малі «Кадастрова книга» («Дафтар»). Однак власне художній досвід ще не було накопичено письмовою традицією афганців. Тим більше визначним вбачається внесок рошанійської школи до становлення власної літератури.
Цілком природним було прагнення рошанійців залучити на свій бік якомога більшу кількість одноплемінників, поширити основи створеного ними вчення. Ідеолог рошанійського руху Баязід Ансарі (1525—1581) та його послідовники, сприйнявши пантеїстичні погляди суфіїв, кинули виклик панівним догмам ортодоксального ісламу. Вони визнавали рівність усіх людей перед богом, відстоювали права селян, вважали, що будь-який член племені, ким би він не був за своїм соціальним положенням, має право на краще життя не у потойбічному світі, а тут, на землі. Поряд із безумовною антифеодальною спрямованістю, ідеї рошанійців були пронизані наївними ілюзіями про можливість звільнення народних мас від утисків експлуататорів за допомогою деякого месії, наділеного надприродною могутністю.
Основні положення свого вчення Баязід Ансарі виклав у книзі «Блага звістка» («Хайр-уль-Байан»), написаній римованою прозою садж у своєрідній манері релігійних проповідей. Вибір саджа визначався, вочевидь, не тільки творчими схильностями автора, але й практичними міркуваннями — донести свої погляди у такій формі, щоб вони могли бути сприйняті на слух селянською аудиторією, для якої, природно, недоступними були письмові твори.
Але таким же закономірним було бажання феодальної верхівки засобами літератури зміцнити свої позиції в боротьбі з рошанійським рухом. Представник вищих клерикальних кіл Ахунд Дарвеза (1533—1638) різко засудив «єретичні» погляди рошанійців. У книзі «Скарбниця ісламу» («Махзані іслам»), яка повна злісними випадами проти Баязіда Ансарі, він намагався відстояти «чистоту» ісламських доктрин, закликав свято шанувати всі приписи Корану. Вочевидь, не без впливу «Благої звістки» Ахунд Дарвеза також обрав для своєї книги форму римованої прози.
У цій запеклій сутичці ворожих соціальних угрупувань відбувалось формування літератури афганців, непомірно розширились функції письмової літератури, зростала її суспільна значимість.
Рух рошанійців було жорстоко придушено у першій половині XVII століття силами афганських феодалів та військ Великих Моголів. З розгромом цього руху було усунуто серйозну загрозу позиціям феодальних кіл. Проте живучими виявились ідеї рошанійців, літературою було засвоєно та розвинуто дух свободолюбства й патріотизму, характерний для їхніх творів. Прихильники рошанійського руху не тільки внесли до літератури демократичну течію, але й були зачинателями нових літературних стилів та жанрів, використовуючи при цьому багатий творчий досвід, накопичений сусідніми, розвиненішими літературами Сходу.
Сусідство афганців з народами Ірану, Середньої Азії та Індії вплинуло на історичну долю Афганістану та сприяло тому, що афганська література розвивалась у тісній взаємодії з літературою цих народів. Особливо відчутним виявився вплив на творчість середньовічних афганських поетів і письменників величезного світу ідей та образів класичної фарсімовної літератури, яка виробила упродовж століть стійкі канони, жанрові форми та стилі.
Поети-рошанійці Арзані, Давлат Леванай та Мірза Ансарі, онук Баязіда, у пошуках нових засобів художньої виразності звернулись до арабо-перської системи віршування аруз, сприйняли і творчо перенесли на афганське підґрунтя її характерні метричні моделі та розміри. Проникнення до афганської літератури нових віршованих розмірів, заснованих на арузі, ймовірно, зустрічало опір з боку тих, хто дотримувався старих поетичних традицій. Давлат Леванай різко засуджував «недбалих» та «неосвічених» поетів, яким «недоступні розмір віршів, порядок слів і вірний стиль». Але вже у другій половині XVII століття такі жанри, як рубаї, кита, маснаві, касида, газель, засновані на метриці аруза, стають найпоширенішими в афганській письмовій поезії.
Вплив творчого досвіду фарсімовної класики на афганську літературу був настільки значним, що правомірними здавались попередження відносно можливого нівелювання її самобутності. Заслуга в тому, що цього не сталось, що сама література, яка ледь вступила до пори свого дозрівання, перейнявши та сприйнявши навички художньої майстерності у закордонної поезії, обрала самостійний шлях, належить деяким видатним афганським поетам XVII століття, серед яких особливо виділяється Хушхаль-хан Хаттак, правитель створеного у XVI столітті першого в історії афганців князівства, видатний поет-класик.
Хушхаль-хан Хаттак (1613–1688) був поетом-воїном. Пером і мечем він боровся проти могольського володарювання. Тема визвольної боротьби посідала важливе місце у його творчості. У його віршах звучав заклик до об'єднання афганців. У єдності племен бачив поет реальну можливість звільнитись від влади Великих Моголів і створити незалежну афганську державу. Вперше в історії літератури мовою пушту Хушхаль побачив у роздрібнених племенах єдиний афганський народ, пов'язаний спільністю історичного розвитку, єдністю мови та культури.
Поет залишив по собі величезну літературну спадщину — понад триста творів найрізноманітнішого змісту, широкого жанрового діапазону; вони відрізняються простою мовою та художньою виразністю. У розробці поетичних жанрів Хушхаль був гідним продовжувачем поезії рошанійців, хоч і різко засуджував їхні погляди. Засвоєння нових віршованих форм не позбавляло твори Хушхаля специфічного, притаманного афганській літературі колориту. Застосувавши метричні розміри аруза, Хушхаль створив образи, зрозумілі більшості афганців. Новаторство поета особливо яскраво проявилось у жанрі газелі мовою пушту, де помітно тяжіння автора до прийомів і засобів афганської народної поезії.
Хушхаль-хан був першим та найбільшим представником світської феодальної поезії афганців. Значний внесок до розвитку літератури зробили його наступники. Поетом-патріотом був його старший син — Ашраф-хан Хіджрі (1634–1694), який обрав, як і батько, тернистий шлях боротьби з Моголами. Чималий ліричний талант мав інший його син, Абдулкадир-хан (1651–1702), який широко використовував у віршах містичні образи та алегорії суфізму. Слідом за поетами-суфіями Абдулкадир проповідував ідею марності людського існування, писав про піднесене, «чисте» кохання до божества. Відомою поетесою була Халіма, дочка Хушхаля. Вона переклала мовою пушту вірші «Бустан» Сааді.
Одним з найпослідовніших провідників ідей Хушхаль-хана в літературі на межі XVII—XVIII століть був його онук Афзаль, автор відомого часопису мовою пушту «Прикрашена коштовностями історія» («Таріхі мурасса»), написаного прозою з поетичними фрагментами. У віршах Афзаля втілились мрії феодальної верхівки про сильну державну владу.
В афганській ліриці кінця XVII століття органічно сполучались найкращі традиції фольклору та письменної літератури. Можна було б назвати чимало імен видатних поетів цього періоду розквіту лірики, але, очевидно, ніхто з них не міг би суперничати з Абдаррахманом та Абдулгамідом, вірші яких увійшли до золотого фонду афганської літератури. Вихідці з племені момандів, вони не належали до місцевої знаті, але й не розділяли вільнодумства рошанійців. І той і інший, безумовно, перебували під впливом перськомовної літератури. Однак їхня творчість своєрідна.
Поезія Абдаррахмана (1632–1708), що має величезну популярність в Афганістані й у наші дні, пронизана оптимізмом та бадьорістю. Найвеличнішою творчою та життєствердною силою на землі поет вважав любов.
Не ворожість людей одне до одного й не перевага сильних над слабкими, а «взаємна любов визначає, — за словами Абдаррахмана, — шлях людей». Він вважав, що світ створено всевишнім для любові й усім смертним слід користуватись цим даром Аллаха. І хоча його творчість багато в чому пронизано суфійськими мотивами, поет оспівував у своїх творах цілком реальні, земні почуття простих людей.
Ліричні вірші Абдулгаміда (1660–1732) були значно складнішими для сприйняття, їхній формі притаманна показна витонченість. Поет бачив світ у безперервно мінливій грі барв з численними відтінками й переливами. За Абдулгамідом, краса керує Всесвітом. Ця концепція й була покладена в основу його художньої творчості поета-лірика. Більшість його творів, вишуканих та витончених, струнких та ажурно-легких, відзначається високою поетичною технікою. Однак розраховані вони були скоріше на тонкий смак любителів-знавців класичної поезії, ніж на читача з народу, якому вони часто були недоступні. Ця тенденція до ускладнення поетичних засобів та образів, що вперше проявилась досить чітко у творчості Абдулгаміда, мала подальший розвиток у віршах афганських поетів XVIII століття.
У складній обстановці посилення класової та визвольної боротьби протікав розвиток літератури мовою пушту у XVII столітті. Навіть Хаттакське князівство, перше у афганців феодальне об'єднання, існувало під егідою могольської влади. Самоусвідомлення народу, яке зросло, сприяло пробудженню літератури, а потім і її оновленню. Шлях, пройдений афганською літературою упродовж одного століття, знаменував собою важливий етап в історії формування національної культури афганців.

## Література XX століття
Початок XX століття, особливо роки після війни 1914–1918 років, коли Афганістану вдалось домогтись свого звільнення від Великої Британії, відзначився посиленням національної самосвідомості та прагненням до західної цивілізації з боку прогресивних, інтелігентсько-буржуазних прошарків афганського суспільства, що позначилось на афганській літературі.
У ці роки помітна тенденція до відродження афганської мови в літературі та зміни її значної частини. Газель, тобто невеликий вірш любовного змісту, залишалась такою лише за формою, оскільки любовні теми відходять на другий план, поступаючись місцем темам щодо користі науки, школи, про любов до батьківщини, незалежності Афганістану, тверезого трудового життя тощо.
В літературі тих часів знаходять відображення й поточні політичні події: балканські війни, Перша світова війна, політика Англії відносно до Афганістану, радянсько-афганська угода тощо. Багато державних діячів на той час також були поетами, наприклад, Махмуд Тарзі.
Мовами афганської преси у ті роки були як перська, так і афганська (за переваги першої). Журнали й газети видавались у всіх значних адміністративних центрах: «Аман-і-Авган» (щотижневий журнал), «Хаккикат», «Іблаг» (Кабул); «Тулуї Авган» (Кандагар), «Іттіхад-і Машрекі» (Джелалабад) й інші.
Виступаючи проти феодальних устоїв та пережитків минулого, поет, прозаїк і перекладач Саїд Рахан Захейлі розкриває драму долі пуштунки після смерті чоловіка — усіма покинута вона кидається у річку (оповідання «Юна вдова», 1917). Вперше в афганській літературі мовою пушту було піднято голос на захист жінки. У 1939 році член Афганської академії лексикограф Мухаммед Рафік Кані здійснив спробу освоїти жанр побутової повісті. У книзі «Два люблячих брати» він розповідає про долі їхніх вдов.
У середині XX століття за традицією, що склалась в Афганістані, поетами й письменниками були державні діячі — такі як Махмуд Тарзі та Нур Мухаммед Таракі. Письменник і перекладач Нур Мухаммед Тараки, який очолював у 1978—1979 роках народно-демократичний уряд, до початку своєї політичної кар'єри був відомий завдяки соціально-побутовим нарисам мовою пашто й оповіданнями про життя найбідніших шарів — селянства, ремісників та робітників — повісті «Поневіряння Банга» (1958), «Спін» (1958), «Одинокий» (1962). Як перекладач, Таракі популяризував в Афганістані твори російської класичної та радянської літератури.